# Huracán Nadine
El huracán Nadine fue el quinto huracán del Atlántico por su duración (23 días) de los que se tiene registro, contando las distintas etapas recurrentes como depresión tropical, tormenta tropical y huracán. Fue el decimocuarto ciclón tropical y la decimocuarta tormenta identificada con un nombre, en la temporada de huracanes del Atlántico de 2012
Se formó a partir de una onda tropical que salió de las costas occidentales de África el día sábado 8 de septiembre. Al entrar en contacto con las aguas cálidas del océano Atlántico empezó a adquirir características tropicales y el martes 11 de septiembre, la NHC emitió su primer boletín, denominándola como la Depresión Tropical Catorce. Horas después se fortaleció más y se convirtió en la Tormenta Tropical Nadine.
La NHC, el día sábado 15 de septiembre, en su boletín número 15 a las 15:00 GMT, indicaba que Nadine se había fortalecido lo suficiente para considerarse como un huracán de categoría 1, con vientos máximos de 120 km/h, debido a la existencia de aguas cálidas de 27,5 °C y baja cizalladura vertical del viento. Al día siguiente, ésta comenzó a aumentar; por eso, en el boletín emitido el día domingo 16 de septiembre a las 03:00 GMT, la National Hurricane Center indicaba que Nadine se había debilitado a Tormenta Tropical, mientras se encontraba ubicado a 1250 kilómetros al oeste-suroeste de las islas Azores. 
Después de varios días desplazándose de forma errática, un frente frío producido por una baja presión extratropical al norte de Nadine se acercó a la tormenta. Nadine casi se fusiona con la baja extratropical, pero no lo hizo, y comenzó a moverse al sur muy lentamente, sobre aguas más frías. Nadine luego fue envuelto por el frente frío, cambiando su forma de funcionar. Se indicó el día viernes 21 de septiembre a las 21:00 GMT, que Nadine se había transformado en Tormenta Subtropical, comenzando a alimentarse además del vapor de agua de mar, a los gradientes horizontales de temperatura producidos por el frente frío. Horas más tarde, ésta se degradó a Ciclón Post-tropical y durante varios días mantuvo esta categoría.
El día domingo 23 de septiembre a las 15:00 GMT, la NHC declaró, a través de imágenes de satélite, que Nadine, al moverse sobre aguas ligeramente más cálidas, volvió a adquirir la categoría de Tormenta Tropical, ubicándose a unos 835 kilómetros al sur de las Azores. Varios días después, el 28 de septiembre, se convirtió por segunda vez en huracán de categoría 1, con vientos máximos de 120 km/h, aumentando sus vientos a 150 km/h tiempo después. Posteriormente se debilitó, de nuevo, a Tormenta Tropical. Durante este lapso de tiempo, la tormenta estuvo asediando las islas Azores, con vientos y marejadas ciclónicas.
Para el jueves 4 de octubre un poderoso frente frío absorbió a Nadine. Hay que resaltar que Nadine se convirtió en el cuarto huracán con mayor tiempo en el Atlántico, con 23 días desde su inicio el 11 de septiembre.
- Datos: Q559684
- Multimedia: Hurricane Nadine (2012) / Q559684